# 凉山银莲花
凉山银莲花（学名：Anemone liangshanica）为毛茛科银莲花属的植物，为中国的特有植物。分布于中国大陆的四川等地，生长于海拔2,800米至3,600米的地区，多生于高山草地，目前尚未由人工引种栽培。